# Ramón Ábila
Ramón Darío Ábila (Córdoba, 14 de outubro de 1989), é um futebolista argentino que atua como atacante. Atualmente joga pelo Huracán.

## Apelido
Ábila ganhou dos companheiros de time na época que ainda atuava pelo Instituto o apelido de "Wanchope", devido a Paulo Wanchope, ex-jogador da Costa Rica. O aspecto físico e a fome de gols são pontos em comum dos dois atletas.

## Carreira
A história de Ábila começa no humilde bairro de Remedios de Escalada, no norte da cidade de Córdoba, na Argentina. Sua vida na infância foi muito humilde, vindo de um bairro pobre, onde seu roteiro de vida se assemelha a realidade a de vários futebolistas Sul-americanos. O curioso é que sua mãe, Glória Abila, já não planejava mais filhos quando engravidou do artilheiro. Ele resolveu seguir os passos do pai, que era jogador amador. Ábila deu os primeiros chutes no Club Atlético Unión Florida. O campo era de terra batida e ficava próximo à sua casa. 
Alejandro Accietto, um de seus primeiros treinadores, o escalou pela primeira vez como titular aos 15 anos em categorias amadores de Córdoba. Pouco tempo depois, viu a possibilidade de crescimento do atacante. Resolveu comprá-lo e o repassou ao Instituto, um dos grandes clubes da cidade. 
“Eu era treinador do Unión Florida, um clube amador de Córdoba. Vi Ábila muito bem e o escalei como titular aos 15 anos. Ele fez gols nas sete partidas, foi muito bem. Tive problema com o presidente e deixei o clube. Ábila pediu para ir comigo e resolvi comprar seus direitos. O presidente me pediu 800 pesos (cerca de 200 reais). Comprei e o levei para o Instituto para fazer testes. Na ocasião o Instituto era dirigido por Sergio Gonzáles, um amigo. Logo nas primeiras atividades, marcou sete gols”, conta Accietto.
Wanchope realizava ali o sonho de jogar pelo time de coração, o Instituto de Córdoba, onde frequentemente ia ao estádio desde pequeno. Mas a carreira dele não decolou logo de cara. Ábila, inclusive, chegou a deixar o futebol aos 16 anos. O forte temperamento já era notado desde a adolescência. Ele recebeu um convite para jogar no Boca Juniors, mas o Instituto não permitiu sua saída. Ábila parou por algum tempo, mas foi convencido e voltou a jogar. Logo nos primeiros treinos depois de seu regresso, encantou os treinadores com vários gols nos treinamentos. Ganhou uma chance e estreou nos profissionais do Instituto. Mas não rendeu o esperado. Foi emprestado ao Sarmiento de Junín (2011-2012) e ao Deportivo Morón (2012-2013), até voltar com mais rodagem. Destacou-se e foi vendido ao Huracán no fim de 2013.

### Huracán
Pelo clube de Buenos Aires, tornou-se destaque do "Globo" logo na campanha de acesso à Primeira Divisão. Grande futebol apresentado ajudou também na ascensão da equipe no cenário internacional, com as duas participações na Libertadores e o vice-campeonato da Sul-Americana, no ano de 2015. 
Em 2015, fez oito dos 24 gols do Huracán no Campeonato Argentino. Foi um dos artilheiros da Copa Sul-Americana do mesmo ano, com cinco gols. Fez muito sucesso no futebol argentino brilhando com a camisa do Huracán e fazendo golaços, deixando a equipe com a incrível marca de 53 gols em 103 jogos, com média superior a 0,5 gols por jogo.

### Cruzeiro
Em junho de 2016, foi contratado pelo Cruzeiro. O clube celeste adquiriu na época 50% dos direitos econômicos do jogador junto ao Huracán por US$ 3,82 milhões (R$ 12,6 milhões) e ainda assumiu todas as taxas e impostos do negócio. Com esses encargos, o valor da transação pelos primeiros 50% dos direitos acabou firmado em US$4,2 milhões (R$ 13,6 milhões), vendo esse pagamento parcelado com o valor de US$ 2,7 milhões (R$ 8,8 milhões) pagos em agosto de 2016 e outra parcela a se pagar de 1,5 milhão de dólares (R$ 4,8 milhões) no começo de dezembro (novamente prorrogada para pagamento de 2 parcelas de R$ 2,4 milhões no primeiro semestre de 2017), fechando o primeiro montante referente aos 50% dos direitos econômicos do jogador. De acordo com o contrato de compra, a obtenção compulsória de 100% dos direitos econômicos do jogador terá de ser feita ao final de 2017, com o pagamento de mais US$ 4 milhões até esta data limite, caso contrário, há uma cláusula contratual sinalizando a volta de Ábila a equipe do Huracán. Estima-se que ao final da negociação, custará aos cofres celestes algo em torno de R$ 28 milhões , fazendo de Wanchope o detentor da negociação mais cara da história do clube. A cláusula que cogita a devolução de Ábila, bastante lesiva ao Cruzeiro, nada mais é que um mecanismo para forçar ao máximo a venda do jogador até o fim de 2017.
Desembarcou em Belo Horizonte como um dos destaques do futebol Argentino, vindo preencher a falta de centro-avantes do elenco celeste. Mostrou-se bem a vontade nos primeiros jogos pelo clube, tendo a incrível média de 9 gols em seus 11 primeiros jogos, marcando tentos em 7 partidas consecutivas e sendo o jogador em atividade no Brasil com mais gols na temporada no período. Após o início arrebatador e o crescimento da expectativa no atacante, Ábila teve que lidar com a pressão ao perder chances incríveis frente a adversários do Cruzeiro na competição, mas nada que afetasse de maneira contundente sua confiança.
O atacante perdeu espaço no time titular para Willian nos últimos jogos do campeonato brasileiro, mas encerrou a temporada com bom aproveitamento. Foram 8 gols no brasileiro e outros 4 anotados na copa do Brasil.

### Boca Juniors e retorno ao Huracán
Em 9 de agosto de 2017, Ábila foi contratado pelo Boca Juniors, mas foi emprestado ao Huracán, onde ficou até dezembro de 2017.

## Títulos
Huracán
- Copa da Argentina: 2014
- Supercopa da Argentina: 2014

Cruzeiro
- Copa do Brasil: 2017[3]

Boca Juniors
- Supercopa Argentina: 2018
- Campeonato Argentino: 2019–20